# Серапион (Колосницин)
Архиепи́скоп Серапио́н (в миру Серге́й Серге́евич Колосницин; 6 июля 1964, пос. Подгорный, Джамбульская область, Казахская ССР, СССР — 28 января 2025, Пильнинский район) — архиерей Русской православной церкви, архиепископ Кокшетауский и Акмолинский (23 октября 2013 — 28 января 2025).

## Биография
Родился 6 июля 1964 года в посёлке Подгорном (ныне Егинбулак), Джамбульская область, Казахская ССР в семье рабочих. В 1981 году окончил среднюю школу.
В 1982—1984 годах проходил срочную воинскую службу в Советской армии.

### Церковное служение
В 1985—1989 годах обучался в Московской духовной семинарии.
18 мая 1988 годы принят в братию Троице-Сергиевой лавры и 3 июля пострижен в монашество наместником лавры архимандритом Алексием (Кутеповым) с именем Серапион в честь святителя Серапиона, архиепископа Новгородского. 17 июля архиепископом Владимирским и Суздальским Серапионом (Фадеев) рукоположён в сан диакона.
В 1989—1993 годах обучался в Московской духовной академии.
10 октября 1990 года епископом Аргентинским и Южноамериканским Марком (Петровцы) рукоположён во иеромонаха.
В 1993—1997 годах исполнял послушания канонарха и заместителя председателя издательского отдела Троице-Сергиевой лавры.
С 1997 по 2002 год по благословению патриарха Алексия II временно исполнял миссионерско-пастырское служение в Абакане под руководством епископа Абаканского и Кызылского Викентия (Мораря).
В 1999 году возведён в сан игумена.
В 2003—2004 годах — настоятель патриаршего подворья на Куликовом поле.
С 2005 года — настоятель прихода Троицкого храма села Гнилуша Задонского района Липецкой области, член епархиальной комиссии по канонизации святых Липецкой земли.
С 1 сентября 2013 года — клирик Астанайской епархии Митрополичьего округа в Республике Казахстан, ключарь Вознесенского собора Алма-Аты.

### Архиерейское служение
2 октября 2013 года решением Священного синода он избран епископом Кокшетауским и Акмолинским. 13 октября за литургией в Успенском кафедральном соборе города Астаны митрополитом Астанайским и Казахстанским Александром возведён в сан архимандрита. 22 октября наречён во епископа в Казанском храме Оптиной пустыни. 23 октября 2013 года во Введенском соборе Оптиной пустыни хиротонисан во епископа. Хиротонию совершили патриарх Московский и всея Руси Кирилл, митрополит Астанайский и Казахстанский Александр (Могилёв), митрополит Саранский и Мордовский Варсонофий (Судаков), митрополит Калужский и Боровский Климент (Капалин), архиепископ Наро-Фоминский Юстиниан (Овчинников), архиепископ Сергиево-Посадский Феогност (Гузиков), епископ Солнечногорский Сергий (Чашин), епископ Козельский и Людиновский Никита (Ананьев).
6 мая 2022 года за Литургией в Храме Христа Спасителя в Москве возведён в сан архиепископа.

### Смерть
Погиб в автомобильной катастрофе в ночь с 27 на 28 января 2025 года в Нижегородской области на трассе М12, рядом с посёлком Пильна, направляясь из Кокшетау (Республика Казахстан) в Москву для участия в Рождественских чтениях. Архиепископ получил травмы, несовместимые с жизнью, и скончался на месте.
1 февраля 2025 года в Воскресенском кафедральном соборе Кокшетау состоялось отпевание. Погребён у алтаря Михаило-Архангельского собора города Кокшетау.

## Награды
- Орден Дружбы (28 декабря 2000 года) — за большой вклад в укрепление гражданского мира и возрождение духовно-нравственных традиций[8]
- Орден преподобноисповедника Севастиана Карагандинского (27 мая 2014 г.).
- Орден преподобного Сергия Радонежского III степени (2014)[9]
- Ордена святых преподобномучеников Серафима и Феогноста. (6 июля 2019 г.).